# Cláudia (gens)

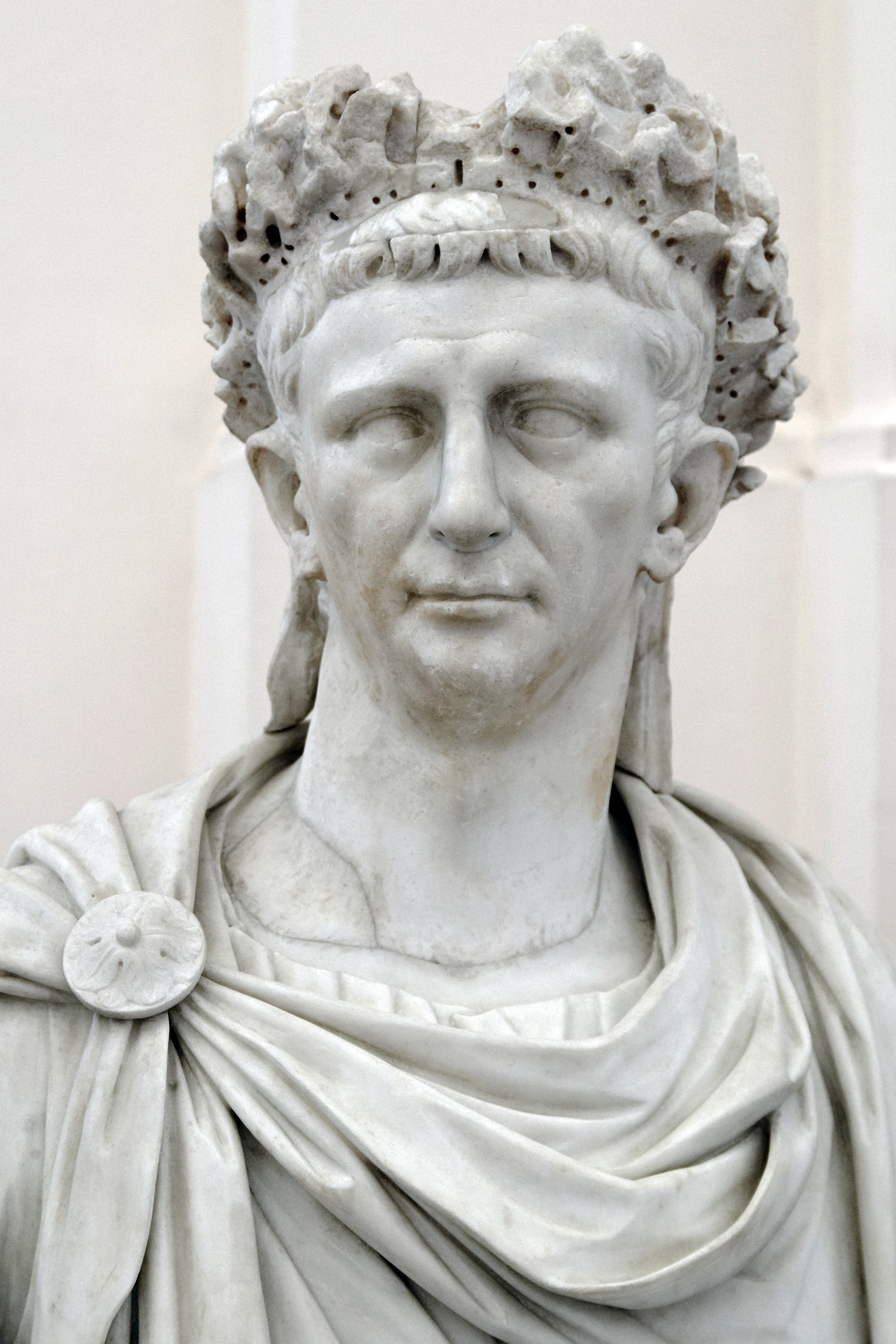
Busto do imperador Cláudio

A gente Cláudia (em latim: Claudia; pl. Claudii) era uma das mais proeminentes casas patrícias da Roma Antiga e sua origem remontava os primeiros dias da República Romana. O primeiro dos Cláudios a chegar ao consulado foi Ápio Cláudio Sabino Regilense, em 495 a.C., e, a partir daí, seus membros frequentemente ocuparam os postos mais altos da magistratura romana, tanto no período republicano como no imperial.
Cláudios plebeus aparecem nos registros logo no início da história romana. Alguns eram descendentes de membros da família que passaram para a plebe enquanto que outros eram descendentes de libertos da gente e que passaram o nome aos seus descendentes. A variação Clódia (pl. Clodii) era frequentemente utilizada pelos Cláudios plebeus.
Em seu relato sobre a vida do imperador Tibério, o historiador Suetônio forneceu um sumário da história dos Cláudios e diz: "com o passar do tempo, ela [a gente] foi honrada com vinte e oito consulados, cinco ditaduras, sete censorados, seis triunfos e duas ovações". Escrevendo décadas depois da queda da dinastia júlio-claudiana, Suetônio também tratou de mencionar os maus feitos atribuídos aos membros da família.
Os Cláudios patrícios eram notórios por seu orgulho e arrogância e pelo profundo ódio que nutriam pela plebe. Em sua "História de Roma", Niebuhr escreveu que:
| “ | A casa, no decorrer dos séculos, produziu diversos homens famosos e poucos grandes homens; dificilmente um de nobres intenções. Em todas as épocas, ela se destacou tanto por um espírito de arrogante desafio, pelo desprezo pelas leis e pela dureza de seus corações de ferro | ” |
|   | — Barthold Georg Niebuhr, História de Roma. |   |

Durante o período republicano, nenhum Cláudio patrício adotou um membro de outra gente e o imperador Cláudio foi o primeiro a romper com a tradição ao adotar Lúcio Domício Enobarbo, o infame imperador Nero.

## Origem dos Cláudios
Segundo a lenda, o primeiro Cláudio foi um sabino chamado Átio Clauso (em latim: Attius Clausus), que mudou-se para Roma com seus criados em 504 a.C., o sexto ano da República Romana. Nesta época, a frágil república estava em guerra contra os sabinos e conta-se que Clauso seria o líder da facção que visava a paz com os romanos. Quando seus esforços deram em nada, ele desertou levando consigo nada menos que 500 homens prontos para guerra segundo Dionísio de Halicarnasso.
Clauso, que trocou seu nome sabino pela forma latina "Ápio Cláudio" (em latim: Appius Claudius), foi listado entre os patrícios e recebeu uma cadeira no Senado Romano, do qual se tornou rapidamente um dos mais influentes membros. Seus descendentes foram agraciados com um túmulo no sopé do monte Capitolino e seus seguidores receberam terras do outro lado do rio Aniene, os primeiros membros da futura tribo "Cláudia Antiga".
Conta-se que o imperador Cláudio teria feito referência a estas tradições num discurso perante o Senado no qual ele defendeu a admissão dos gauleses entre os senadores. "Meus ancestrais, o mais antigo dos quais foi imediatamente aceito como cidadão e nobre de Roma, me encorajam a governar pela mesma política de transferir para esta cidade todos os méritosos notáveis, onde quer que sejam encontrados". Já no período imperial, a influência dos Cláudios era tão grande que o poeta Virgílio os elogiou com um anacronismo proposital. Em sua Eneida, ele fez de Átio Clauso um contemporâneo de Eneias para cuja presença ele conclama uma horda de quirites ("lanceiros", um termo que depois passaria a designar os próprios romanos).

## Etimologia
O nome Cláudio (Claudius), originalmente Clauso (Clausus), é geralmente tido como sendo uma derivação do adjetivo latino "claudus", que significa "manco" ou "coxo". Como cognome, Claudo (Claudus) é ocasionalmente encontrado em outras gentes. Porém, como não existe na tradição nenhuma história de um antigo Cláudio que fosse manco, é possível que o nome seja uma referência a um ancestral de Átio Clauso. É possível ainda que a referência seja metafórica ou irônica; não se pode descartar, ainda, a hipótese de que esta hipótese de derivação seja errônea. A metatese de "Clausus" em "Claudius" (e em sua forma plebeia "Clodius") envolve alternância de "o" e "au", o que era comum em palavras de origem sabina. A alternância de "s" e "d" ocorre em palavras emprestadas do grego: "rosa" em latim de "rhodos" em grego, por exemplo. Porém, neste caso, "clausus" ou "closus" é uma palavra sabina que se transformou em "clod-" em latina. O nome pode ter se originado de colonos gregos no Lácio, mas não há evidências que sustentem esta hipótese.

## Prenomes (praenomina)

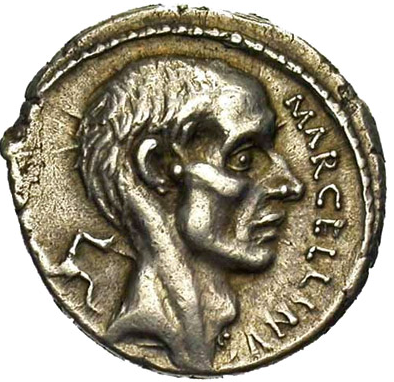
Marco Cláudio Marcelo, um dos heróis da Segunda Guerra Púnica e o mais proeminente membro do ramo plebeu da gente Cláudia

Os primeiros Cláudios preferiam os prenomes Ápio (Appius), Caio (Gaius) e Públio (Publius) e estes foram utilizados pelos Cláudios patrícios por toda sua história. Tibério (Tiberius) foi utilizado pela família dos Cláudios Neros e Marco (Marcus), apesar de utilizado ocasionalmente pelos primeiros Cláudios patrícios, era muito usado pelos ramos plebeus da família. Segundo Suetônio, a gente evitava o prenome Lúcio (Lucius) por que dois dos primeiros membros que o utilizaram trouxeram desonra para a família, um deles condenado por roubo e outro, por assassinato. Os Cláudios plebeus aparentemente utilizaram todos os prenomes dos Cláudios patrícios (apesar de menor preferência por "Ápio"), e também Quinto (Quintus), Sexto (Sextus) e, pelo menos ocasionalmente, Lúcio (Lucius).
O prenome Ápio é geralmente tido como exclusivo dos Cláudios e seria uma latinização do nome sabino Átio. Mas, na realidade, há outras figuras na história romana com o nome Ápio e, mais tarde, o prenome foi utilizado por gentes plebeias como os Júnios e os Ânios. Assim, parece ser mais correto afirmar que os Cláudios foram a única família patrícia de Roma a utilizar o prenome Ápio. O prenome sabino equivalente, Átio, tem sido alvo de debates. A forma "Attus" é mencionada por Valério Máximo, que o liga com o nome bucólico grego "Atys". Braasch o traduziu para o alemão como "väterchen" ("papaizinho", "pequeno pai") e conectou o termo com outros nomes infantis para os pais, como "atta", "tata" e "acca". Segundo ele, estes termos estão na origem do prenome "Tácio" (Tatius), também sabino, e "Atílio" (Atilius).
No final do período republicano e começo do imperial, os Cláudios Neros, que se transformaram na família imperial, adotaram o prenome Décimo", raramente utilizado por famílias patrícias. Logo depois, a nova família imperial passou a substituir os prenomes tradicionais por nomes que entraram para a família como cognomes, como "Nero", "Druso" e "Germânico".

## Ramificações e cognomes (cognomina)
Os Cláudios patrícios tinham vários sobrenomes (cognomes), incluindo Cego (Caecus), Cáudice (Caudex), Centão (Centho), Crasso (Crassus), Nero, Pulcro (Pulcher), Regilense (Regillensis) e Sabino (Sabinus). Estes dois últimos, embora aplicáveis à toda gente, foram raramente utilizados depois que os principais cognomes se consolidaram. Poucos Cláudios patrícios foram mencionados sem um sobrenome. Os Cláudios plebeus usavam os sobrenomes Aselo (Asellus), Canina, Centúmalo (Centumalus), Cícero (Cicero), Flâmine (Flamen) e Marcelo (Marcellus).
A maioria dos que utilizaram a grafia Clódio (Clodius) eram descendentes de membros plebeus da gente, mas uma família que utilizou este sobrenome era um ramo cadete da família dos Cláudios Pulcros que voluntariamente passou para a plebe e passou a utilizar esta forma para se diferenciar de seus parentes patrícios.

### Cláudios Sabinos, Regilenses, Crassos e Cegos

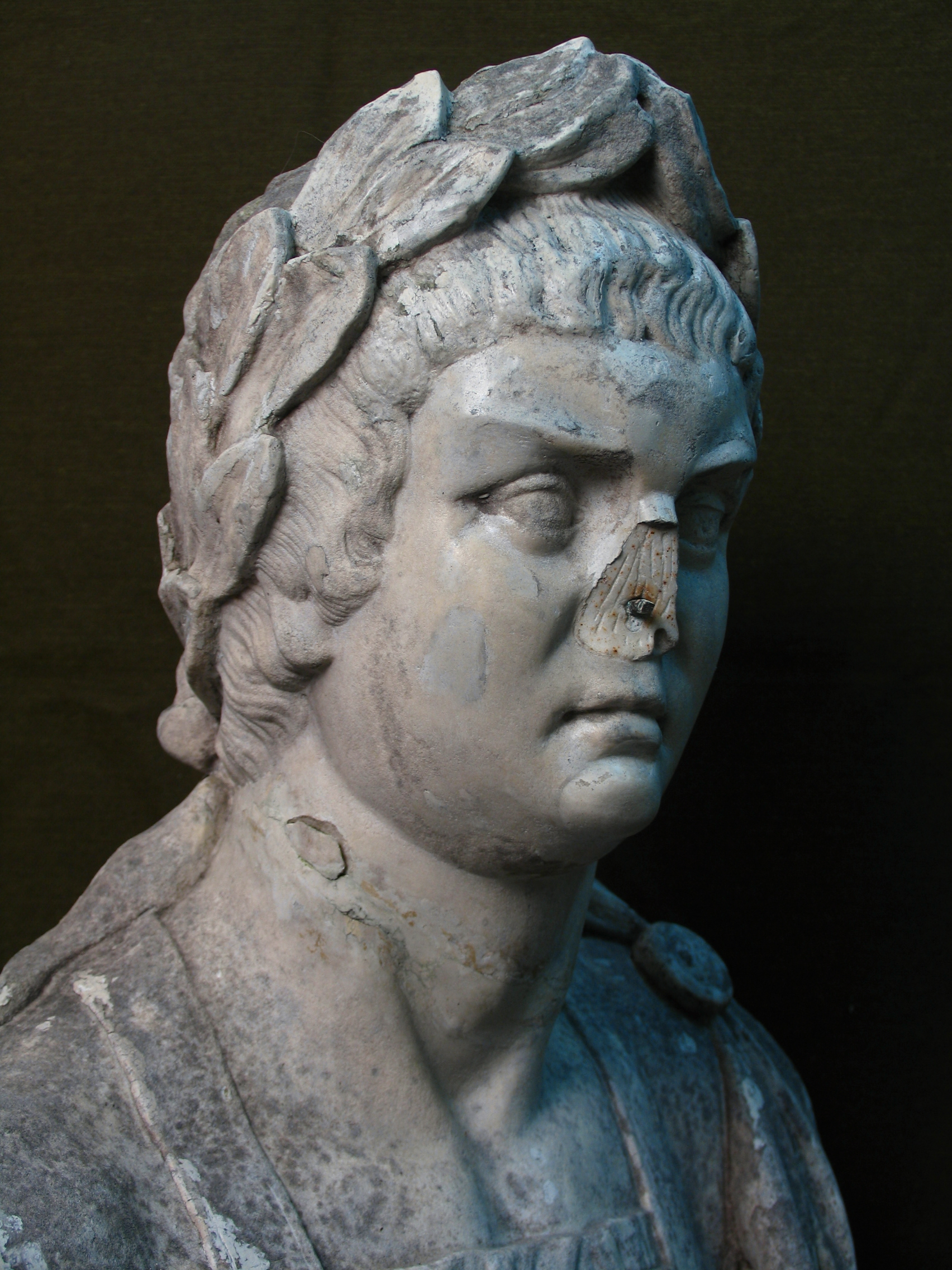
Imperador romano Nero

Os primeiros Cláudios tinham o sobrenome de "Sabino", um sobrenome comum a todos os descendentes de sabinos como era o caso do Cláudios. Ele só deixou de ser utilizado depois de ter sido substituído por "Crasso".
"Regilense", ocasionalmente encontrado na forma "Inregilense", era um sobrenome dos primeiros Cláudios e era uma referência à cidade de Regilo, um assentamento sabino onde vivia Átio Clauso com sua família e seguidores antes da migração para Roma. Sua localização exata é desconhecida, mas certamente ficava às margens do lago Regilo, onde algumas das mais importantes batalhas da história da República Romana foram travadas. O mesmo cognome era utilizado também pelos Postúmios, mas, no caso deles, o nome era uma referência à Batalha do Lago Regilo, na qual o general romano vitorioso foi o ditador Aulo Postúmio Albo.
"Crasso", por vezes na forma diminutiva "Crassino", era um sobrenome comum geralmente traduzido como "grosso", "sólido" ou "monótono". Este sobrenome substituiu "Sabino" no ramo principal da gente Cláudia e foi utilizado do século V ao III a.C.. As outras principais famílias dos Cláudios patrícios descendiam de Ápio Cláudio Cego, desta mesma estirpe. Seus filhos usavam os sobrenomes Crasso, Pulcro, Centão e Nero. Porém, foi nesta mesma geração que se extiguiram os Cláudios Crassos.
"Cego", o sobrenome de um dos Cláudios Crassos, é uma referência à sua cegueira, bem atestada nas fontes, embora ele só a tenha adquirido na velhice. Segundo uma lenda, Ápio Cláudio Cego foi cegado pelos deuses durante seu censorado depois de induzir a antiga família dos Potitos a ensinarem os ritos sagrados de Hércules a escravos públicos. Conta-se que os próprios Potitos teriam recebido um castigo pior e foram todos mortos. Porém, é importante ressaltar que Cláudio Cego era relativamente jovem na época de seu censorado, em 312 a.C., e foi eleito cônsul dezesseis anos depois, em 296 a.C.. O irmão de Cego, que compartilhava do mesmo prenome, foi destacado pelo sobrenome "Cáudice", que significa, literalmente, "tronco de árvore", mas foi utilizado neste caso de forma metafórica como um insulto e significa "estúpido". Contudo, segundo Sêneca, o Jovem, ele teria obtido este sobrenome por sua atenção aos assuntos navais da república.

#### Membros
- Ápio Cláudio Sabino Inregilense, cônsul em 495 a.C.. Nascido Átio Clauso, um sabino, levou sua família e seguidores para Roma em 504 a.C. e foi admitido entre os patrícios
- Ápio Cláudio Sabino Regilense, cônsul em 471 a.C., foi enviado para lutar contra équos e volscos, mas seus próprios soldados se revoltaram e foram punidos com uma dizimação. Lutou ferozmente contra a lei agrária proposta por Espúrio Cássio e foi processado, mas se suicidou antes do julgamento[23][24][25]
- Caio Cláudio Sabino Regilense, cônsul em 460 a.C., ano da Revolta de Ápio Erdônio. Foi um tenaz oponente de várias leis e reformas favoráveis aos plebeus.[26][27]
- Ápio Cláudio Crasso, cônsul em 451 a.C., o líder do colégio de decênviros, função que manteve até 449 a.C., quando foi preso num escândalo sobre a jovem Vergínia. Foi executado ou, possivelmente, se suicidou;[28][29][30]
- Ápio Cláudio Crasso, tribuno consular em 424 a.C.. Segundo Lívio, foi um violento adversário dos plebeus e de seus tribunos.[31]
- Públio Cláudio Crasso, filho mais novo do decênviro.[32]
- Ápio Cláudio Crasso, tribuno consular em 403 a.C., durante o Cerco de Veios. Propôs uma lei que permitia que um dos tribunos da plebe interrompesse os trabalhos de outro.[33][34]
- Ápio Cláudio Crasso, adversário da Lex Licinia Sextia que permitia a consulado aos plebeus em 362 a.C. Foi nomeado ditador para conduzir a guerra contra os hérnicos; cônsul em 349 a.C., morreu no começo de seu mandato.[35]
- Caio Cláudio Regilense, nomeado ditador em 337 a.C., mas renunciou imediatamente depois que os áugures pronunciaram que sua nomeação era inválida. Seu mestre da cavalaria foi Caio Cláudio Ortador.[36]
- Ápio Cláudio Cego, censor em 312 a.C. e cônsul em 307 e 296 a.C.; chegou a ser ditador, mas não se sabe em que ano. Cego é o mais antigo escritor romano em prosa e verso conhecido.
- Ápio Cláudio Cáudice, cônsul em 264 a.C., no começo da Primeira Guerra Púnica; depois de desembarcar na Sicília, derrotou Hierão II de Siracusa e seus aliados cartagineses libertando Messana.
- Ápio Cláudio Russo, filho mais velho de Ápio Cláudio Cego, foi cônsul em 268 a.C. e o último dos Cláudios a ter utilizado o sobrenome Crasso.[37][38]
- Cláudia, o nome das cinco filhas de Ápio Cláudio Cego.[39][40][41]

### Cláudios Pulcros

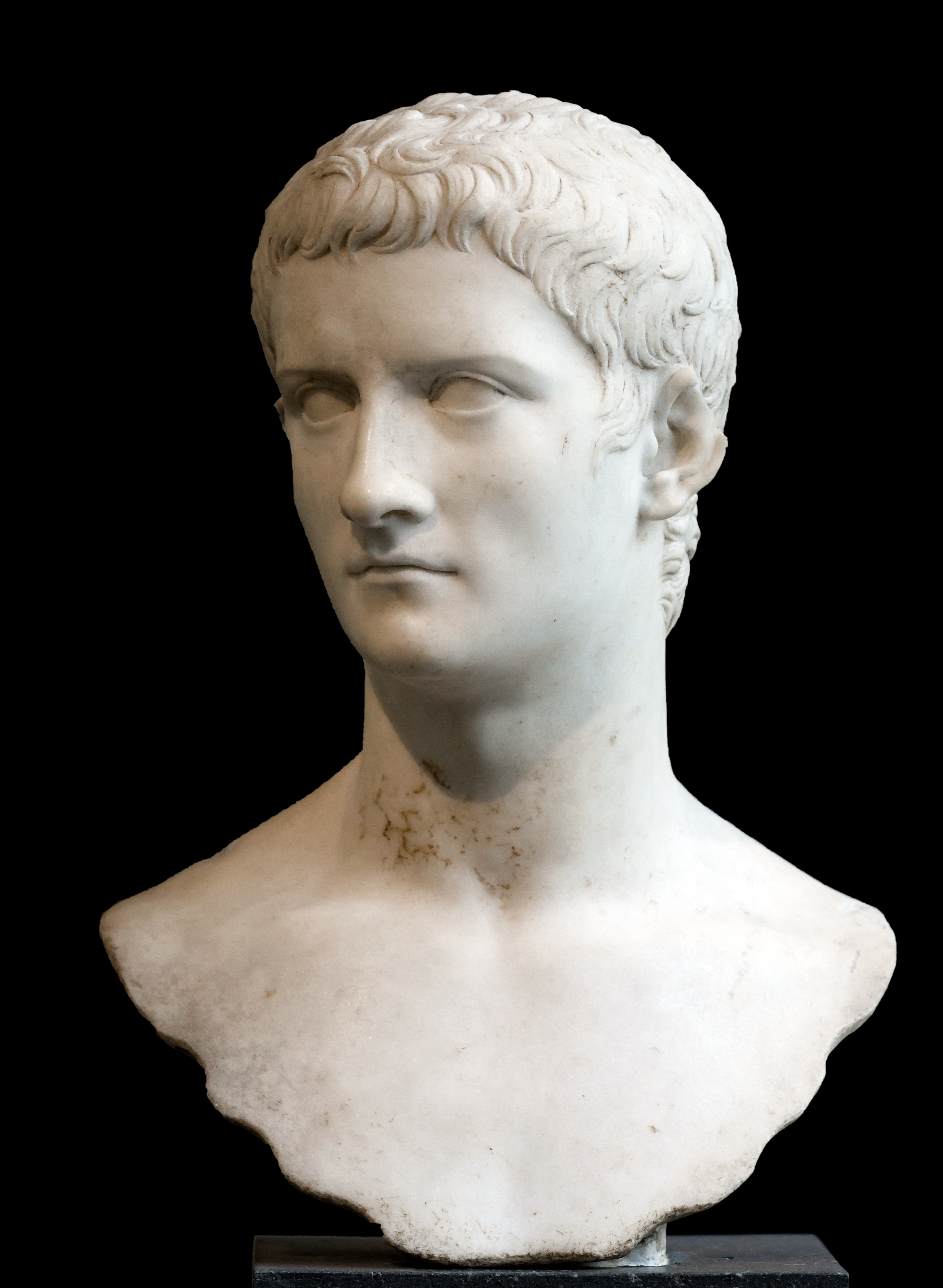
Imperador romano Calígula

"Pulcro", o sobrenome do segundo mais importante ramo da gente Cláudia, significa "belo" ou "adorável", mas é possível que o cognome tenha sido atribuído como uma troça. A família dos Cláudios Pulcros era enorme e dela emergiram diversos cônsules romanos; ela ainda existia no período imperial.

#### Membros
- Públio Cláudio Pulcro, cônsul em 249 a.C.; ignorando os áugures, atacou a frota cartaginesa na Batalha de Drépano e foi derrotado. Convocado a Roma, nomeou Marco Cláudio Glícia, o filho de um liberto, ditador. Foi deposto e multado.
- Ápio Cláudio Pulcro, cônsul em 212 a.C. durante a Segunda Guerra Púnica; com seu colega, cercou Cápua, a capital da Campânia. Seu comando foi prorrogado depois de um ano no cargo; morreu de ferimentos sofridos em combate contra Aníbal.
- Quinta Cláudia, desencalhou um navio que levava uma imagem sagrada de Cibele a Roma[43][44][45][46][47]
- Cláudia, casou-se com Pacúvio Calávio de Cápua.[48]
- Ápio Cláudio Pulcro, cônsul em 185 a.C..
- Públio Cláudio Pulcro, cônsul em 184 a.C..
- Caio Cláudio Pulcro, cônsul em 177 a.C., recebeu a Ístria como sua província; censor em 169 a.C..
- Ápio Cláudio Pulcro, cônsul em 143 a.C., e censor em 136 a.C.. Derrotou os salassos e, depois que o Senado lhe recusou um triunfo, realizou um às suas próprias custas.
- Caio Cláudio Pulcro, cônsul em 130 a.C., relatou ao Senado sobre os distúrbios provocados por Caio Papírio Carbão[49]
- Ápio Cláudio Pulcro, filho do cônsul de 130 a.C..
- Caio Cláudio Pulcro, filho do cônsul de 130 a.C..
- Ápio Cláudio Pulcro, filho do cônsul em 143 a.C.; em 107 a.C., participou das discussões sobre a lei agrária de Espúrio Tório.[50]
- Claudia, filha do cônsul de 143 a.C. e uma virgem vestal; acompanhou o pai em seu triunfo[51][52]
- Claudia, filha do cônsul de 143 a.C., casou-se com Tibério Graco.[53]
- Caio Cláudio Pulcro, cônsul em 92 a.C..
- Ápio Cláudio Pulcro, tribuno militar em 87 a.C. e, provavelmente, a mesma pessoa que foi inter-rei em 77 a.C..[54][55]
- Ápio Cláudio Pulcro, cônsul em 79 a.C.
- Ápio Cláudio Pulcro, pretor em 89 a.C.
- Caio Cláudio Pulcro, pretor em 73 a.C., foi derrotado por Espártaco no Vesúvio.
- Cláudia, irmã dos pretores de 89 e 73 a.C., casou-se com Quinto Márcio Filipo.[56]
- Ápio Cláudio Pulcro, cônsul em 54 a.C. e censor em 50 a.C.
- Caio Cláudio Pulcro, pretor em 56 a.C.
- Públio Clódio Pulcro, nasceu na família patrícia dos Cláudios Pulcros e foi adotado pela gente Fonteia para conseguir ser tribuno da plebe em 58 a.C. Mudou a grafia de seu nome para "Clódio" para diferenciar-se de seus parentes patrícios.
- Caio Cláudio Pulcro, adotado por seu tio, Ápio, assumiu o prenome dele (Ápio). Ele e seu irmão processaram Tito Ânio Milão em 51 a.C. pela morte de Clódio Pulcro. Provavelmente foi cônsul em 38 a.C. (é possível que tenha sido seu irmão).
- Ápio Cláudio Pulcro, juntou-se ao seu irmão para processar Tito Ânio Milão; foi posteriormente deposto e processado por extorsão pelos Servílios.
- Públio Clódio Pulcro, filho do tribuno Clódio; era ainda uma criança quando o pai foi assassinado. Desperdiçou a vida em banquetes e devassidão, morrendo muito jovem.[57][58][59]
- Marco Lívio Druso Claudiano, nascido Ápio Cláudio Pulcro e adotado pelo tribuno Marco Lívio Druso. Lutou com Bruto e Cássio contra Otaviano e Marco Antônio. Pai da imperatriz Lívia Drusila, esposa de Otaviano (Augusto).

### Cláudios Neros
A próxima família em importância entre os Cláudios patrícios utilizava o sobrenome "Nero", originalmente um prenome sabino que, segundo as fontes, significava "fortis ac strenuus ("forte e robusto"). É possível que este prenome seja o mesmo prenome úmbrio "Nério" (em latim: Nerius). Esta família se destacou por todo o período tardio da República Romana e dela emergiram diversos dos primeiros imperadores romanos, incluindo Tibério, Cláudio e Nero. Uma curiosidade em relação aos nomes pelos quais estes imperadores são conhecidos atualmente é que diversos de seus ancestrais tiveram o nome completo "Tibério Cláudio Nero": assim, dos três imperadores desta família, um conhecido pelo prenome, outro pelo nome e o terceiro pelo cognome.

#### Membros

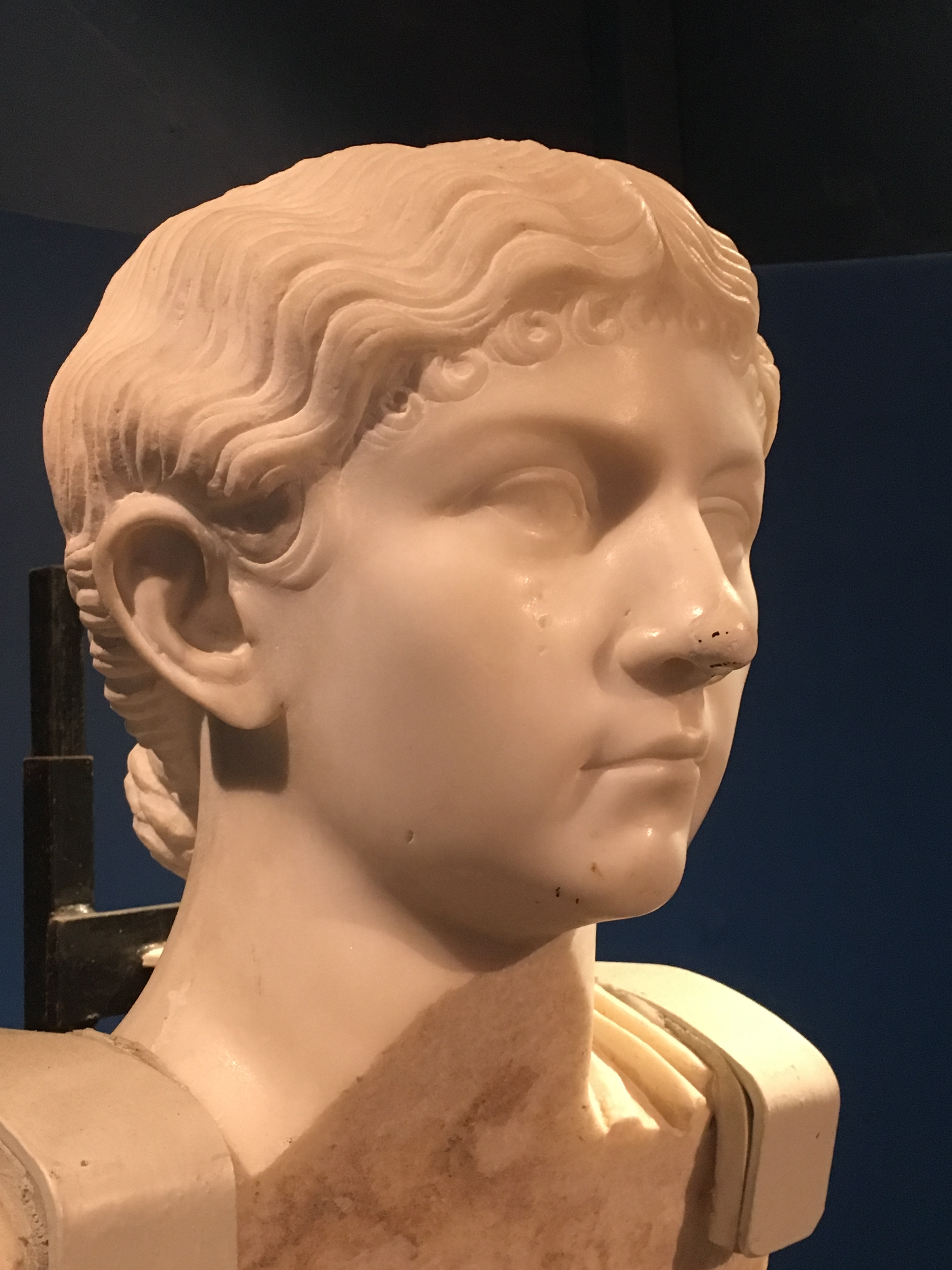
Cláudia Antônia, filha do imperador Cláudio e da imperatriz Élia Pecina

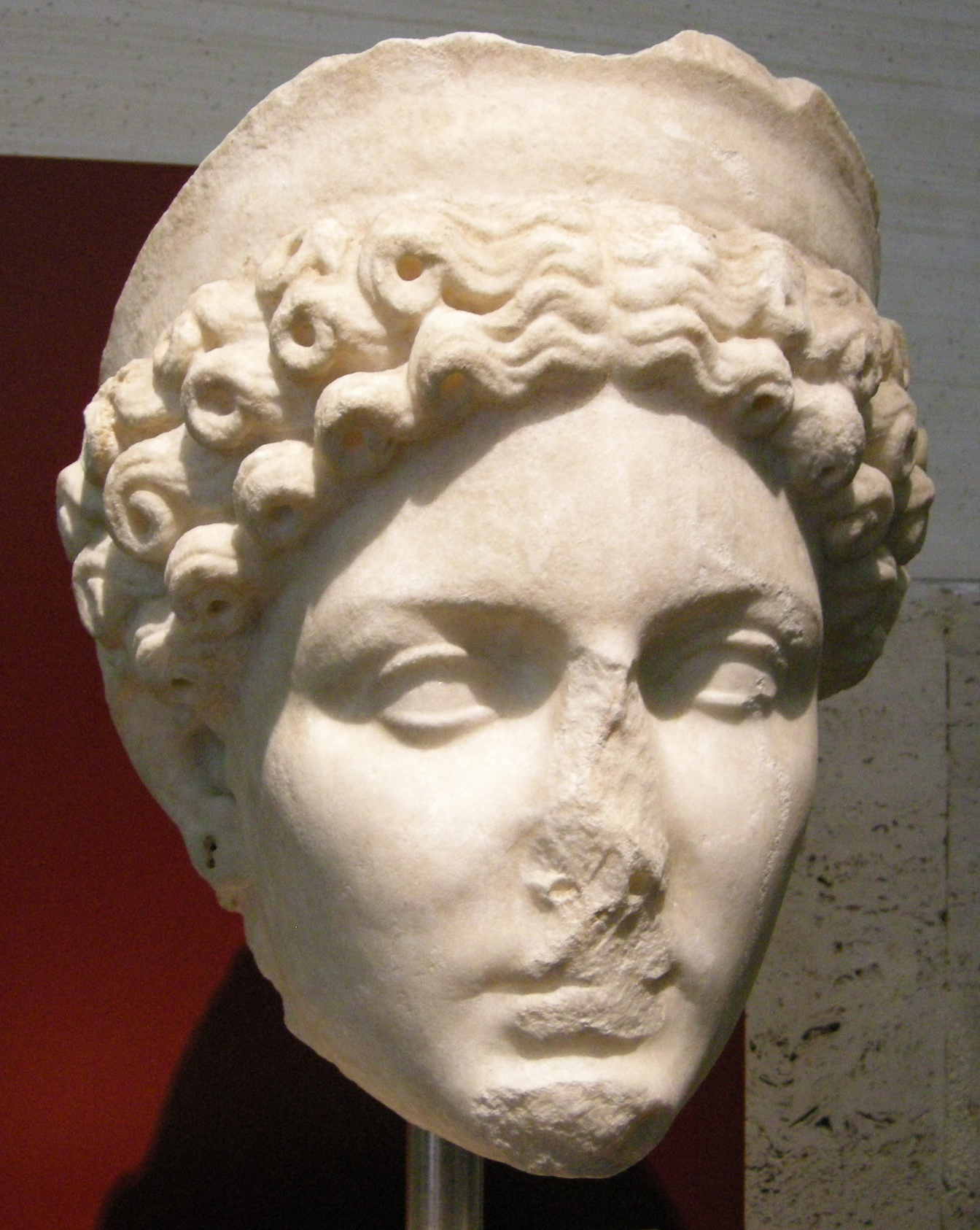
Cláudia Otávia, filha do imperador Cláudio com a imperatriz Valéria Messalina

- Tibério Cláudio Nero, quarto filho de Ápio Cláudio Cego.[60][61]
- Tibério Cláudio Nero, pai do cônsul de 207 a.C..
- Públio Cláudio Nero, pai do cônsul de 202 a.C.
- Caio Cláudio Nero, cônsul em 207 a.C.; com seu colega, triunfou sobre Asdrúbal Barca depois de derrotá-lo na Batalha do Metauro. Foi censor em 204 a.C..
- Tibério Cláudio Nero, cônsul em 202 a.C., governou a África romana; depois de ver sua frota atrasada por sucessivas tempestades, foi forçado a passar o inverno na Sardenha.[62]
- Ápio Cláudio Nero, pretor em 195 a.C., obteve a Hispânia Ulterior como província; em 189 a.C. foi um dos dez legados enviados à Ásia.[63]
- Caio Cláudio Nero, pretor em 181 a.C., governou a Sicília.[64]
- Tibério Cláudio Nero, pretor em 178 e 167 a.C..[65]
- Tibério Cláudio Nero, serviu com Pompeu em sua guerra contra os piratas em 67 a.C.; provavelmente é o mesmo Druso Cláudio Nero que recomendou que os conspiradores de Catilina fossem mantidos presos até que a conspiração fosse sufocada e os fatos, conhecidos.[66][67][68]
- Tibério Cláudio Nero, pai do imperador Tibério, pretor por volta de 42 a.C.; juntou-se depois ao exército de Lúcio Antônio durante a Campanha de Perúsia.
- Tibério Cláudio Nero, filho adotivo de Augusto, assumiu o nome de Tibério Júlio César Augusto, melhor conhecido como imperador Tibério.
- Décimo Cláudio Druso, conhecido mais tarde como Nero Cláudio Druso, cônsul em 9 a.C.; pai do imperador Cláudio.
- Tibério Cláudio Nero, mais conhecido como Germânico; sobrinho de Tibério e cônsul em 12, triunfou sobre os panônios e dálmatas.
- Cláudia Lívia Júlia, mais conhecida como Lívila, era sobrinha de Tibério; casou-se primeiro com Caio Vipsânio Agripa (Caio César) e, depois, com Druso, filho de Tibério.
- Tibério Cláudio Druso, quarto imperador romano e sobrinho de Tibério; mais conhecido como Cláudio.
- Nero Cláudio Druso, conhecido como Druso, o Jovem, era filho de Tibério; foi cônsul em 15 e 21; foi envenenado por sua esposa Livila a pedido de Sejano.
- Nero Júlio César Germânico, filho de Germânico.
- Druso Júlio César Germânico, mais conhecido como Druso César, era filho de Germênico; preso e executado por ordem de Tibério em 33.
- Caio Júlio César Germânico, filho de Germânico e mais conhecido como imperador Calígula.
- Tibério Cláudio Druso, filho do imperador Cláudio; morreu criança em 20.
- Cláudia Antônia, filha do imperador Cláudio e da imperatriz Élia Pecina; casou-se primeiro com Cneu Pompeu Magno, um descendente de Pompeu, e, depois, com seu primo em segundo-grau Fausto Cornélio Sula Félix; executada em 66 junto com o marido por ordem de Nero.
- Cláudia Otávia, filha do imperador Cláudio com a imperatriz Valéria Messalina; irmã de Britânico; casou-se com seu meio-irmão, o imperador Nero, mas se divorciou e acabou acabou banida. Foi assassinada, supostamente por ordem de Nero, em 62.
- Tibério Cláudio Germânico, mais conhecido apenas como Britânico; filho do imperador Cláudio, foi envenenado por ordem de seu meio-irmão Nero.
- Nero Cláudio César Druso Germânico, mais conhecido como imperador Nero; nasceu Lúcio Domício Enobarbo, filho de Cneu Domício Enobarbo e Agripina, a Jovem, foi adotado pelo imperador Cláudio em 50.
- Cláudia Augusta, filha do imperador Nero e da imperatriz Popeia Sabina, morreu criança em 63.

### Cláudios Centões
- Caio Cláudio Centão, terceiro filho de Ápio Cláudio Cego; cônsul em 240 a.C. e ditador em 213 a.C..[37][69][70]
- Caio Cláudio Centão, provavelmente o pais dos irmãos Caio e Ápio, a seguir.
- Caio Cláudio Centão, serviu com o cônsul Públio Sulpício Galba em 200 a.C., durante a Segunda Guerra Macedônica, contra Filipe V da Macedônia. Conseguiu libertar Atenas, que estava cercada, obrigando Filipe a lutar.[71][72]
- Ápio Cláudio Centão, pretor em 175 a.C., recebeu o governo da Hispânia Citerior; derrotou os celtiberos e recebeu uma ovação.[73]

### Cláudios Marcelos
A mais ilustre família dos Cláudios plebeus era a dos "Marcelos" (Marcelii), uma forma diminutiva do prenome "Marco" (em latim: Marcus), que ganharam fama eterna por causa dos feitos de Marco Cláudio Marcelo, um dos mais habilidosos generais romanos e um dos mais importantes da Segunda Guerra Púnica. Ele foi cinco vezes cônsul e conquistou a spolia opima ao derrotar em combate singular o rei gaulês Viridomaro.

#### Membros

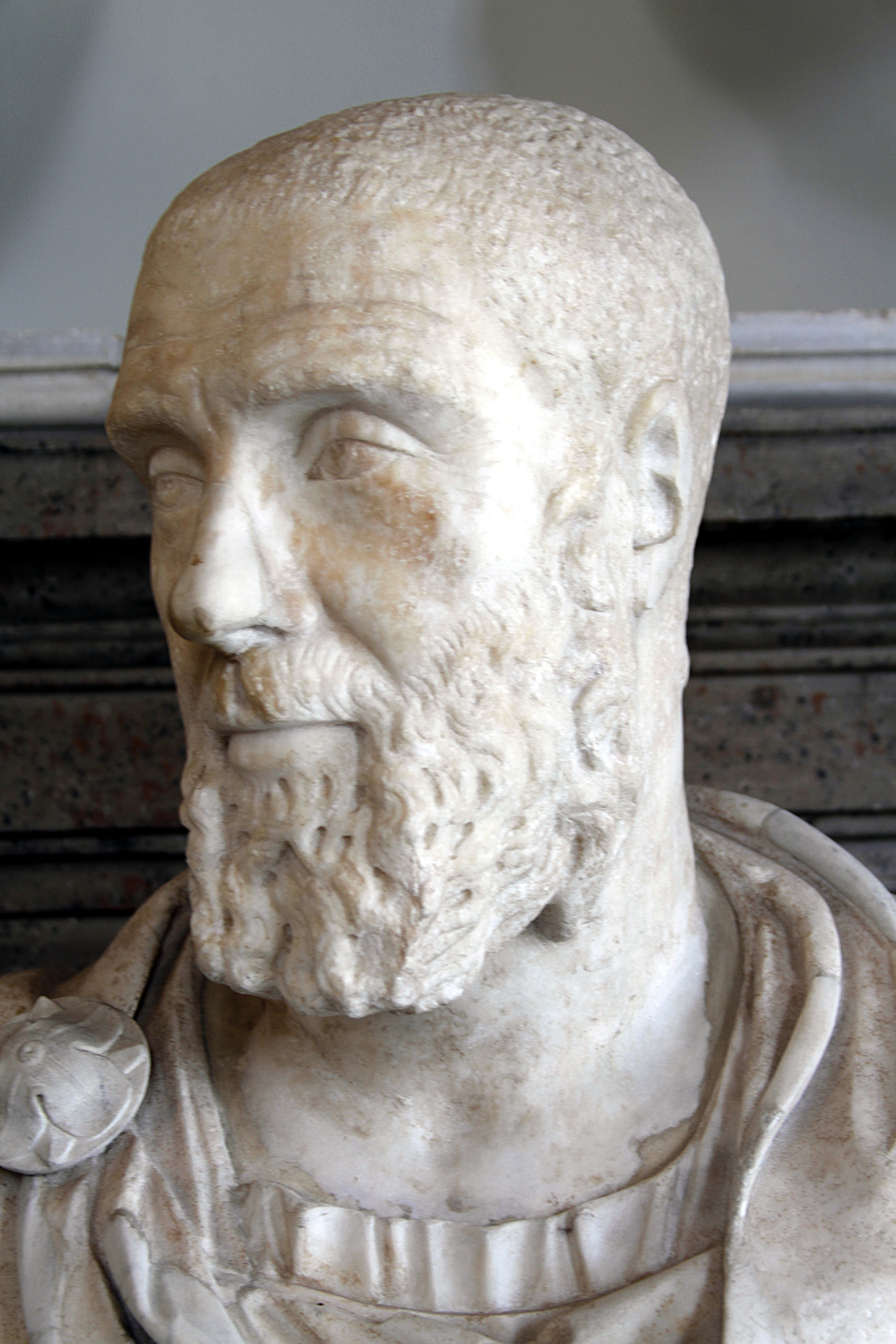
Imperador romano Pupieno

- Marco Cláudio Marcelo, cônsul em 331 a.C.; nomeado ditador para realizar as eleições em 327 a.C, mas foi impedido pelos áugures, aparentemente por não concordarem com um ditador plebeu.[75]
- Marco Cláudio Marcelo, cônsul em 287 a.C..[76]
- Marco Cláudio Marcelo, cônsul em 222, 215, 214, 210 e 208 a.C., um dos grandes heróis da Segunda Guerra Púnica.
- Marco Cláudio Marcelo, edil plebeu em 216 a.C..[77]
- Marco Cláudio Marcelo, cônsul em 196 a.C., triunfou sobre os boios e lígures.
- Marco Cláudio Marcelo, cônsul em 183 a.C..[78]
- Marco Cláudio Marcelo, pretor em 188 ou 185 a.C.; um deles foi cônsul em 183 a.C..[79]
- Marco Cláudio Marcelo, tribuno da plebe em 171 a.C..[80]
- Marco Cláudio Marcelo, cônsul em 166, 155 e 152 a.C.; triunfou sobre os gauleses e os lígures.
- Marco Cláudio Marcelo, filho do cônsul em 166 a.C..[81]
- Marco Cláudio Marcelo, pretor em 137 a.C., foi morto por um raio durante seu mandato.[82]
- Marco Cláudio Marcelo, um tenente de Lúcio Júlio César durante a Guerra Social; defendeu a fortaleza de Isérnia por algum tempo, mas foi forçado a se render. Era rival do pretor Lúcio Licínio Crasso.
- Marco Cláudio Marcelo, edil curul em 91 a.C..[83]
- Caio Cláudio Marcelo, pretor em 80 a.C. e governador da Sicília; a brandura e justiça de sua administração contrastaram com a de seu predecessor e com a de seu infame sucessor, Caio Verres.[84][85]
- Marco Cláudio Esernino, um jovem que foi testemunha no julgamento de Caio Verres em 70 a.C.[e].[86]
- Cláudio Marcelo, irmão de Marcelo Esernino, foi adotado pelos Cornélios Lêntulos e mudou seu nome para Públio Cornélio Lêntulo Marcelino. Lutou com Pompeu durante sua guerra contra os piratas em 67 a.C.; era um orador competente. Para seus descendentes, veja Cornélios.
- Marco Cláudio Marcelo, um dos conspiradores de Catilina em 63 a.C.; quando o complô foi descoberto, tentou instigar uma revolta entre os pelignos, mas foi derrotado pelo pretor Marco Calpúrnio Bíbulo e condenado à morte.[87][88]
- Caio Cláudio Marcelo, filho do conspirador, também participou do complô e tentou instigar uma revolta entre os escravos em Cápua, mas foi expulso pelo pretor Públio Sêxtio; refugiou-se em Brútio, onde foi capturado e executado.[88][89]
- Marco Cláudio Marcelo, cônsul em 51 a.C., e um respeitado orador; ele se juntou ao partido de Pompeu durante a Guerra Civil de César, por quem foi mais tarde perdoado.
- Caio Cláudio Marcelo, cônsul em 50 a.C.; aliado de Pompeu, permaneceu em Roma e foi perdoado com César com seu primo Marco.
- Caio Cláudio Marcelo, cônsul em 49 a.C.; partidário de Pompeu, provavelmente morreu durante a guerra civil. É frequentemente confundido com seu primo, que foi cônsul no ano anterior.
- Marco Cláudio Marcelo Esernino, questor na Hispânia em 48 a.C., foi enviado por Caio Cássio Longino para sufocar uma revolta em Córduba, mas se juntou aos revoltosos e desertou para o partido de César, entregando suas legiões para Marco Emílio Lépido. Provavelmente é o mesmo Marcelo que foi cônsul em 22 a.C..
- Marco Cláudio Marcelo, sobrinho de Augusto e enteado de Marco Antônio; foi adotado por seu tio e casou-se com uma prima chamada Júlia. Foi edil curul em 23 a.C. e morreu no outono do mesmo ano.
- Marco Cláudio Marcelo Esernino, filho do cônsul em 22 a.C., foi treinado em oratória por Caio Asínio Polião.[90][91][92]

### Cláudios Caninos
- Caio Cláudio Canina, cônsul em 285 e 273 a.C..[37][93]

### Cláudios Aselos
- Tibério Cláudio Aselo, tribuno militar sob o comando de Caio Cláudio Nero, cônsul em 207 a.C., durante a Segunda Guerra Púnica; no ano seguinte foi pretor e governou a Sardenha. Foi tribuno da plebe em 204 a.C..[94][95]
- Tibério Cláudio Aselo, um equestre que teve seu cavalo removido e foi reduzido à condição de erário pelo censor Cipião Emiliano em 142 a.C.; foi depois restaurado pelo colega de Cipião Lúcio Múmio Acaico; como tribuno da plebe em 140 a.C., acusou Cipião.[96][97][98]

### Cláudios Pompeianos
- Tibério Cláudio Pompeiano, cônsul em 162 e 173; casou-se com Lucila, filha do imperador Marco Aurélio.[99][100][101][102][103][104]
- Cláudio Quinciano Pompeiano, jovem senador e genro de Tibério Cláudio Pompeiano e Lucila; persuadiu Lucila a tentar assassinar o irmão dela, o imperador Cômodo; o complô fracassou e ele foi executado.[105][106][107][108]
- Lúcio Aurélio Cômodo Pompeiano, cônsul em 209, provavelmente era filho de Tibério Cláudio Pompeiano.[104]
- Lúcio Tibério Cláudio Pompeiano, cônsul em 231.[104]
- Lúcio Tibério Cláudio Aurélio Quinciano (Pompeiano), monetal por volta de 221–223 e candidato a questor em 228; foi pretor em 233 e cônsul em 235.
- Clódio Pompeiano, cônsul em 241 sob o imperador Gordiano II. Em 244 foi curator aedium sacrarum.[104]

### Outros

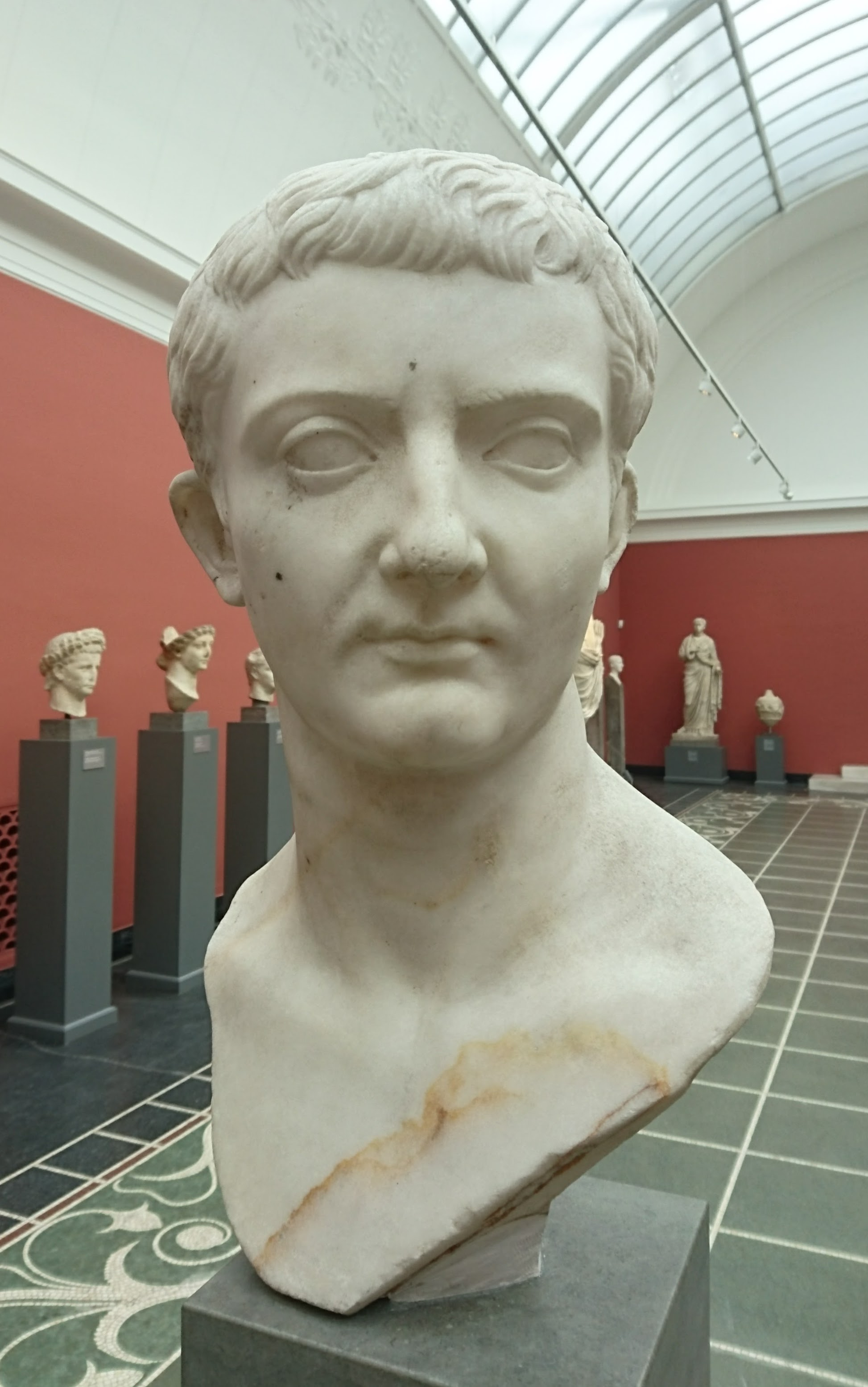
Imperador romano Tibério

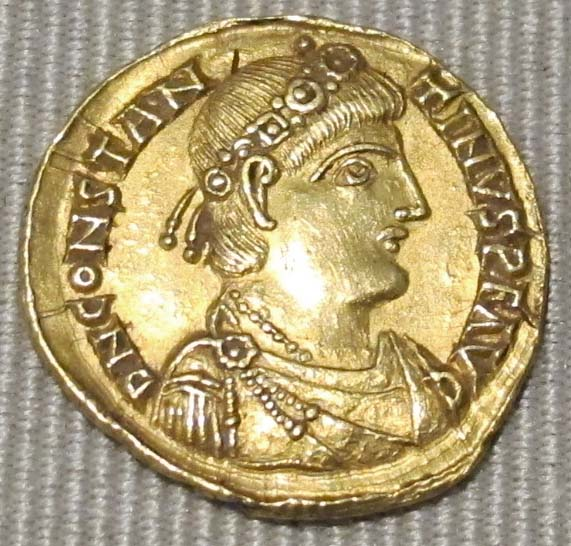
Flávio Cláudio Constantino Augusto, um usurpador romano conhecido como Constantino III

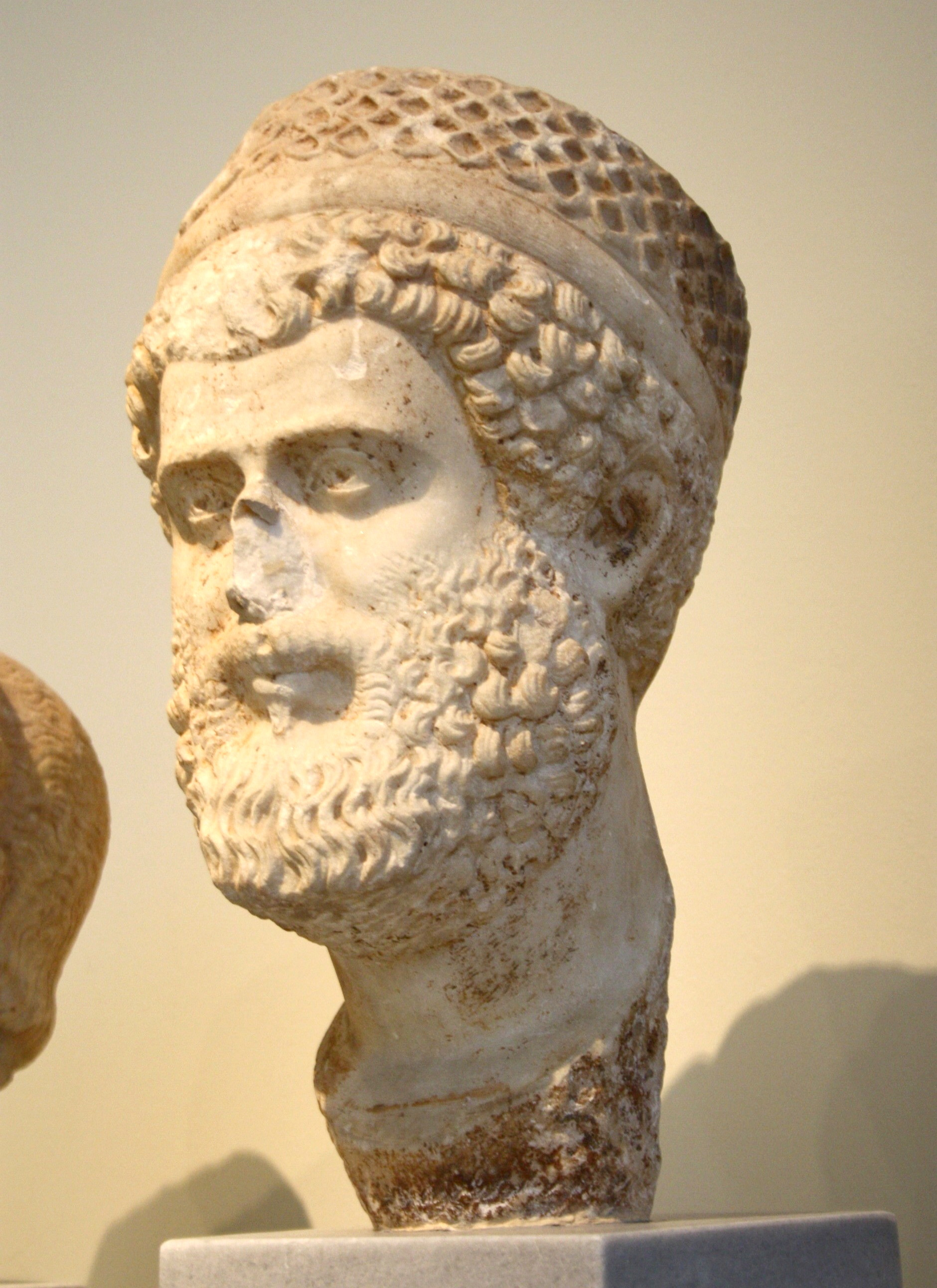
Imperador romano Juliano, o Apóstata

- Caio Cláudio Cicero, tribuno da plebe em 454 a.C.; processou Tito Romílio, o cônsul do ano anterior, por vender os espólios da guerra contra os équos sem o consentimento dos soldados.[109]
- Caio Cláudio Ortador, mestre da cavalaria do ditador Caio Cláudio Regilense em 337 a.C..[36]
- Marco Cláudio Glícia, filho de um liberto, foi nomeado ditador por Públio Cláudio Pulcro depois da Batalha de Drépano em 249 a.C.. A nomeação de Glícia foi imediatamente cancelada, mas acabou registrada nos Fastos Consulares. Em 236 a.C., foi legado do cônsul Caio Licínio Varo, mas foi punido por firmar um tratado não autorizado com os corsos[f].[37][40][110][111][112][113]
- Quinto Cláudio, tribuno da plebe em 218 a.C.; provavelmente a mesma pessoa que Quinto Cláudio Flâmine, pretor em 208 a.C..[114]
- Quinto Cláudio Flâmine, pretor em 208 a.C. e, posteriormente, propretor do território de Salento e Taranto durante a Segunda Guerra Púnica.
- Tibério Cláudio Centúmalo, processado por fraude durante a venda da propriedade de Públio Calpúrnio Lanário; a acusação foi feita por Marco Pórcio Catão, pai de Catão Uticense.[115][116]
- Quinto Cláudio Quadrigário, historiador do início século I a.C., escreveu uma história de Roma, do saque de Roma pelos gauleses em 389 a.C., até a morte de Sula.
- Sexto Clódio, um retórico siciliano com quem Marco Antônio estudou oratória e que foi depois recompensado com uma grande propriedade no território leontino.[117][118][119]
- Lúcio Clódio, praefectus fabrum de Ápio Cláudio Pulcro, cônsul em 54 a.C.; foi tribuno da plebe em 43.[120][121]
- Caio Cláudio, provavelmente descendente de um liberto da gente Cláudia, acompanhou Públio Clódio Pulcro em sua última viagem até Arícia.[122][123]
- Públio Clódio, provavelmente o mesmo Clódio enviado à Macedônia por Júlio César em 48 a.C. conhecido como "Clódio Bitínico"; lutou ao lado de Marco Antônio durante a Campanha Perusina e foi condenado à morte por Otaviano em 40 a.C..[124][125][126][127]
- Ápio Cláudio, mencionado por Cícero em uma carta a Bruto; se aliou a Marco Antônio, que perdoou seu pai. É incerto se este Ápio Cláudio pode ser identificado como sendo qualquer dos outros dois que foram prescritos pelos triúnviros.[128][129]
- Sexto Clódio, cúmplice de Públio Clódio Pulcro, exilado depois da morte dele; foi perdoado por Marco Antônio em 44 a.C..
- Caio Cláudio, um seguidor de Bruto, que ordenou que ele executasse Caio Antônio; depois foi enviado à ilha de Rodes no comando de um esquadrão. Com a morte de seu patrono, juntou-se a Cássio Parmense.[130][131][132]
- Lúcio Cláudio, rei das coisas sagradas no século I a.C..
- Tibério Cláudio Trásilo, conhecido como Trásilo de Mendes, um astrólogo do Egito ptolemaico e amigo de Tibério. Recebeu a cidadania romana e adotou o nome de seu patrono.
- Tibério Cláudio Bálbilo, filho de Trásilo, astrólogo de Cláudio, Nero e Vespasiano.
- Cláudia Capitolina, filha de Bálbilo, casou-se com o príncipe grego Caio Júlio Arquelau Antíoco Epifânio.
- Tibério Cláudio Narciso, liberto e conselheiro do imperador Cláudio; executado por ordem de Agripina, a Jovem.
- Cláudio Félix, um nome atribuído a vários autores por Antônio Félix, um liberto do imperador Cláudio que depois foi procurador da Judeia.
- Cláudio Severo, líder dos helvécios em 69.[133]
- Cláudio Civil, também conhecido como Caio Júlio Civil, líder dos batavos durante a Revolta dos Batavos em 69.
- Cláudio Labeão, líder das batavos e rival de Cláudio Civil, que o derrotou durante a revolta.[134]
- Cláudio Capitão, orador e contemporâneo de de Plínio, o Jovem.[135]
- Tibério Cláudio Sacerdo, cônsul sufecto em 100.[136]
- Caio Cláudio Severo, cônsul sufecto em 112.
- Lúcio Catílio Severo Juliano Cláudio Regino, cônsul em 120.
- Marco Gávio Cláudio Esquila Galicano, cônsul em 127.
- Cláudio Ptolemeu, matemático e astrônomo grego do século II.
- Tibério Cláudio Ático Herodes, conhecido como Herodes Ático, um celebrado retórico e cônsul em 143.
- Cneu Cláudio Severo, cônsul em 146.[137][138]
- Cláudio Máximo, filósofo estoico da época dos antoninos.
- Cláudio Saturnino, jurista da época de Antonino Pio e Marco Aurélio; autor de Liber Singularis de Poenis Paganorum.[139]
- Cláudio Apolinário, bispo de Hierápolis, na Frígia, a partir de 170; um dos primeiros apologistas cristãos, escreveu ao imperador Marco Aurélio. Escreveu também obras polêmicas contra judeus e gentios, além de diversas outras doutrinas consideradas héreticas pelo cristianismo primitivo.[140][141][142][143][144]
- Cneu Cláudio Severo, cônsul em 173.
- Materno Tibério Cláudio, cônsul em 185.
- Cláudio Galeno, um dos nomes do médico Galeno.
- Ápio Cláudio Laterano, um tenente do imperador Sétimo Severo durante sua expedição contra árabes e partas em 195. Foi cônsul em 197.[145][146]
- Cláudio Trifonino, jurista da época de Sétimo Severo.[147][148]
- Tibério Cláudio Severo, cônsul em 200.[149]
- Cláudio Eliano, estudioso, retórico e antiquário do início do século III.
- Ápio Cláudio Juliano, cônsul em 224.
- Cneu Cláudio Severo, cônsul em 235.
- Marco Clódio Pupieno Máximo, imperador romano em 238, conhecido como Pupieno.
- Marco Aurélio Cláudio Gótico, imperador romano entre 268 e 270, conhecido como Cláudio II.
- Marco Cláudio Tácito, imperador romano entre 275 e 276.
- Tito Cláudio Aurélio Aristóbulo, cônsul em 285.
- Cláudio Eustênio, secretário do imperador Diocleciano, escreveu biografias de Diocleciano, Maximiano, Galério e Constâncio Cloro[150]
- Inês de Roma, patrícia romana, mártir cristã em 304 e santa da Igreja Católica
- Cláudio Mamertino, autor de dois panegíricos em homenagem ao imperador Maximiano; o cognome "Mamertino" é incerto.
- Flávio Cláudio Constantino César, imperador romano entre 337 e 340, conhecido como Constantino II.
- Flávio Cláudio Juliano, imperador romano entre 361 e 363, conhecido como Juliano, o Apóstata.
- Cláudio Mamertino, cônsul em 362.
- Sexto Cláudio Petrônio Probo, cônsul em 371.
- Flávio Cláudio Antônio, cônsul em 382.
- Cláudio Claudiano, o último dos poetas latinos clássicos; viveu durante os reinados de Teodósio I, Arcádio e Honório.
- Flávio Cláudio Constantino Augusto, um usurpador romano conhecido como Constantino III.
- Cláudio Júlio Eclésio Dinâmio, cônsul em 488.
- Cláudio Dídimo, gramático grego, escreveu sobre os erros de Tucídides em analogia, uma outra analogia sobre os romanos e uma epítome das obras de Heracleão.[151]
- Cláudio Júlio ou Ioläus, um escritor grego de data desconhecida que escreveu uma obra sobre a Fenícia e, aparentemente, outra sobre o Peloponeso. Provavelmente era um liberto.[152][153]